# Delvita (Supermarkt)

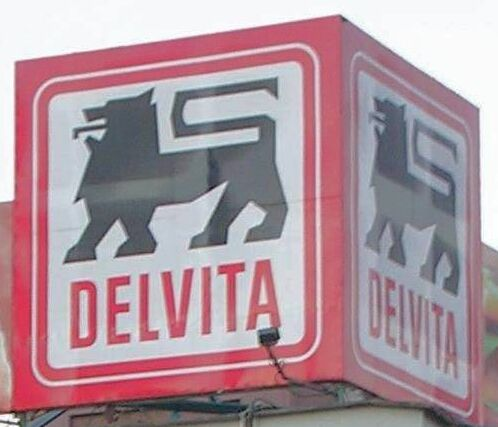
Logo von Delvita an einem Supermarkt in Prag

Delvita (Eigenschreibweise: DELVITA) war eine Supermarktkette, die mit Filialen in Tschechien und der Slowakei vertreten war. Der Lebensmitteleinzelhändler gehörte über Tochtergesellschaften zur Delhaize Group, ehe die Aktivitäten an die Rewe-Tochter Billa verkauft wurden.

## Geschichte

### Situation in der Slowakei
Der Markteintritt in der Slowakei erfolgte im Dezember 1998. Die erste Filiale eröffnete dabei am 4. Dezember 1998 in Petržalka, einem Stadtteil von Bratislava. Die Fläche des Marktes belief sich auf 950 m², geführt wurden 5.000 Artikel aus den Bereichen Lebensmittel und Non-Food. Der Filialbetrieb wurde dabei vom in Bratislava ansässigen und am 26. Mai 1998 gegründeten Unternehmen Delvita SK, s.r.o. durchgeführt. Am 26. März 1999 gab Delhaize die Übernahme von insgesamt 50 Sama-Filialen des Unternehmens Interkontakt bekannt, die sich sowohl in Tschechien, als auch in der Slowakei befanden. Mit der Übernahme der elf slowakischen Filialen stieg Delvita zum damalig größten Einzelhändler in der Slowakei auf. Ende Juni 2001 betrieb man 16 Filialen, die Anzahl sollte bis Ende des Jahres auf 19 steigen. Allerdings wurde Ende Oktober desselben Jahres die Schließung von acht in Tschechien und der Slowakei befindlichen Filialen angekündigt, davon zwei in der Slowakei. Bei den Standorten handelte es sich um defizitäre Märkte, die zusammen 1,7 Prozent des Umsatzes der Kette ausmachten. Der Umsatz für das Geschäftsjahr 2001 belief sich in der Slowakei auf 1,71 Milliarden Slowakische Kronen.
Im Jahr 2004 verkaufte man drei in der Region Liptau befindliche Standorte an die slowakische Coop. Das gleiche Geschäftsjahr konnte mit einem Umsatz von gut zwei Milliarden Kronen abgeschlossen werden. Unter den 20 größten Einzelhandelsketten des Landes belegte man dabei den letzten Platz. Man beschäftigte zu diesem Zeitpunkt insgesamt 570 Mitarbeiter. Die zuletzt elf Märkte wurden im Februar 2005 für 7,7 Millionen Euro an die Rewe Group verkauft. Die slowakische Wettbewerbsbehörde stimmte dem Verkauf am 24. Mai 2005 zu. Die Märkte, die sich in Bratislava, Liptovský Mikuláš, Trenčín, Trnava und Zvolen befanden, wurden bis Mitte Juli 2005 auf die Vertriebslinie Billa umgeflaggt. Das Unternehmen Delvita SK, s.r.o. wurde 2007/2008 liquidiert und aus dem Handelsregister gelöscht.

### Situation in Tschechien

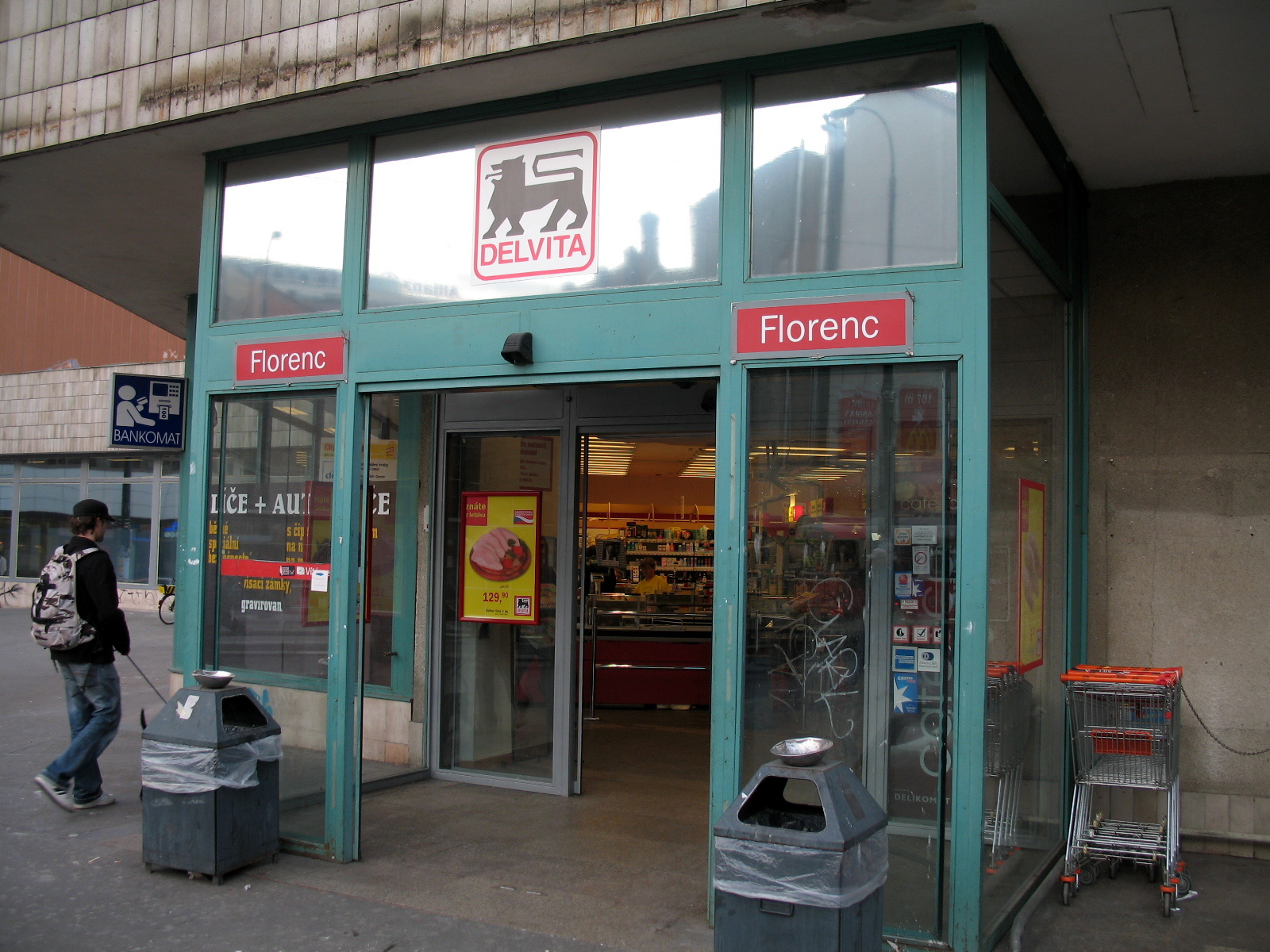
Ein Delvita-Supermarkt in Prag, im Mai 2008.

In Tschechien wurden die Märkte von der am 3. Juni 1991 gegründeten Aktiengesellschaft Delvita a.s. betrieben. Der erste Markt eröffnete 1991 in Prag. Im Folgejahr bestand das Filialnetz bereits aus sieben Standorten. Zwei Jahre später eröffnete man den ersten Markt auf der grünen Wiese, weitere zwei Jahre später das erste Vertriebszentrums in Rudná. 1998 betrieb man bereits 54 Filialen und führte ca. 9.000 Artikel im Lebensmittel- bzw. Non-Food-Segment. Auch in Tschechien übernahm man 1999 Sama-Filialen, insgesamt 39 wechselten den Besitzer. Insgesamt wurden in der Slowakei und Tschechien 50 Filialen übernommen. Auch in Tschechien wurden man mit der Übernahme zum Marktführer. Das Geschäftsjahr 2001 wurde mit einem rückläufigen Umsatz von 11,4 Milliarden Tschechische Kronen sowie 92 Supermärkten sowie einer Discount-Filialen abgeschlossen. Im Vergleich zum Vorjahr ging der Umsatz um vier Prozent zurück. In der gleichen Periode wurden insgesamt acht defizitäre Filialen in der Slowakei und Tschechien geschlossen. 2002 wurde ein City-Konzept entwickelt und mehr als 80 Standorte modernisiert. Mit dem Proxy-Konzept folgte ein Jahr später das nächste Konzept. Dabei wurden die Sama-Filialen umgeflaggt, begonnen im April 2003 mit den Filialen in Brünn, Prostějov und Trutnov. Ebenfalls 2003 wurde in Břevnov die erste City-Filiale eröffnet.
Bis 2004 stieg die Anzahl der Filialen auf 97, der Umsatz im selben Jahr belief sich auf 10 Milliarden Kronen. Zeitgleich belief sich der Verlust jedoch auf 839 Millionen Kronen. Im Mai 2006 wurden Gerüchte über einen Rückzug noch zurückgewiesen. Am 7. November 2006 gab Delhaize dann den Verkauf aller tschechischen Delvita-Filialen bekannt. Die damals 96 Filialen, wovon sich ein Drittel in Prag befand, wurden ebenfalls an die Rewe Group verkauft. Der Verkauf, dessen Summe sich auf rund 100 Millionen Euro belief, wurde dabei am 13. November 2006 verkündet. Aufgrund der Marktstellung von Delhaize und Rewe auf dem europäischen Markt erfolgte eine Prüfung durch die Europäische Kommission, die dem Verkauf am 26. April 2007 genehmigte. Die Übernahme durch die Rewe-Tochter Billa erfolgte zum 1. Juni 2007. Um eine Inventur und andere Umstellungen durchführen zu können, schlossen alle Filialen am 29. Mai 2007 und eröffneten am 4. Mai 2007 wieder. Kurz vor der Schließung wurden vor allem auf Frischwaren Rabatte von teilweise bis zu 100 Prozent gewährt. Ende Dezember 2007 wurde die Schließung von acht bisherigen Delvita-Märkten bekannt. Diese befanden sich in Blansko, Brünn, Budweis, Jablonec nad Nisou, Liberec, Pilsen, Sokolov und Třinec. Insgesamt 70 Filialen wurden bis 2008 auf Billa umgeflaggt, 27 aufgrund von Verlusten geschlossen. Als erster Markt wurde der Standort am Prager Karlsplatz am 16. Juli 2007 als Billa neueröffnet. Das Unternehmen Delvita a.s. wurde zum 1. Oktober 2008 aus dem Handelsregister gelöscht.

## Vertriebslinien
Delvita betrieb in Tschechien drei verschiedene Vertriebslinien, die sich anhand des Standortes sowie der Größe der Verkaufsfläche und des Warensortiments unterschieden:
- Delvita: Supermärkten in Städten und ländlichen Gemeinden, mit bis zu 10.000 Artikeln auf einer Fläche von durchschnittlich 1000 m²[18][33]
- City Delvita (Eigenschreibweise: city DELVITA; ab 2002/2003): Mit bis zu 3.500 Artikeln auf kleiner Fläche[18][33]
- Proxy Delvita (Eigenschreibweise: proxy DELVITA; ab 2003): Nahversorger, mit bis zu 5.000 Artikeln auf einer Fläche von durchschnittlich 400 m²[18][33]

## Handelsmarken
Neben der Delhaize-Eigenmarke 365, die auch in anderen Ländern verfügbar ist, führte man unter Delvita eine eigene Handelsmarke. Das Sortiment von Delvita umfasst im November 2003 erstmals 500 Produkte. Für Rind- und Hühnerfleischwaren bestand mit Extra kvalita Delvita eine weitere eigene Handelsmarke, auch eine eigene Bio-Handelsmarke führte man. Die Delhaize-Eigenmarke 365 wurde im Mai 2004 eingeführt und umfasste zum damaligen Zeitpunkt rund 600 Produkte. Mit der Umflaggung verschwanden die Handelsmarken und wurden durch die Billa-Handelsmarken, wie Clever ersetzt.

## Internetauftritt
Im Oktober 2001 startete mit delvita.cz einen eigenen Internetauftritt. Über die Seite konnte Informationen zur Kette und den Aktivitäten in Tschechien und der Slowakei abgerufen werden.

## Kritik
Im Zusammenhang mit dem Bau des Vertriebszentrums in Rudná wurde eine alte Siedlung aus der Späten Bronzezeit entdeckt. Obwohl keine Baugenehmigung vorlag, begann das Unternehmen mit dem Bau auf dem Gelände. Die Siedlung wurde, ohne archäologischen Untersuchungen vornehmen zu können, komplett zerstört. In Folge wurde Strafanzeige gegen den technischen Direktor des Unternehmens Jiří Princ gestellt, die Strafverfolgung allerdings vom Mittelböhmischen Landesgericht im Dezember 1999 beendet. Eine Berufung des zuständigen Staatsanwalts wurde im Januar 2000 vom Obersten Gericht abgewiesen, das Verfahren folglich eingestellt. Der Sachschaden wurde auf 40 Millionen Tschechische Kronen geschätzt, eine Bezifferung des archäologischen Verlustes konnte nicht ermittelt werden.
Kurz nach der Übernahme durch Billa kam es in drei Filialen zu Verstößen beim Verkauf von haltbarem Fleisch. So wurde am 11. Juli 2007 in einer Prager Filialen durch die zuständigen Behörden die Vernichtung von 44,6 Kilogramm verdorbenen Rindfleisch angeordnet. Die Verpackungen wurden dabei umetikettiert, um die aufgedruckte Mindesthaltbarkeit künstlich zu verlängern. In einer anderen Filiale wurde verdorbenes Hühnerfleisch gefunden. Der neue Eigentümer Billa vermutete ein gezieltes, rufschädigendes Vorgehen und wollte in Folge die eigenen Kontrollen verstärken.

## Auszeichnungen
Delvita erhielt 2003 und 2004 die Auszeichnung Supermarkt des Jahres.